# Заборшт (Шкоцян)
Заборшт (словен. Zaboršt) — поселення в общині Шкоцян, регіон Південно-Східна Словенія, Словенія.